# Totești
Totești é uma comuna romena localizada no distrito de Hunedoara, na região histórica da Transilvânia. A comuna possui uma área de 22.03 km² e sua população era de 1932 habitantes segundo o censo de 2007.